# Càncer de testicle
El càncer de testicle o càncer testicular és un càncer que un mascle pot patir en algun dels seus testicles. Sol desenvolupar-se a partir d'alguna cèl·lula germinal d'espermatozous, però també pot donar-se el cas (un 5% d'ells) que ho sigui a partir de qualsevol altra tipus de cèl·lula present als testicles. És possible que aquesta mena de càncer es manifesti al tòrax o a l'abdomen.
Amb uns deu mil nous diagnosticats cada any amb aquesta patologia a la Unió Europea, es tracta del tipus de tumor maligne més comú entre els joves, especialment entre els homes en edat compresa entre quinze i quaranta anys. A Girona, la incidència percentual sobre el total de càncers és del 0,6%.
Les seves causes són de moment desconegudes però se sap que un home amb criptorquidisme té una probabilitat de fins a catorze vegades superior als altres de patir càncer testicular. La meitat dels casos són seminomes, a cèl·lules immadures i de propagació lenta, mentre que l'altra són noseminomes, a cèl·lules més madures, de propagació ràpida i més freqüent a edats més joves.
El tractament pot incloure radioteràpia, quimioteràpia i cirurgia. L'extirpació del testicle és sovint suficient per a curar al malalt. Aquesta malaltia té un índex de curació força alt, de l'entorn del 90%, si no s'ha metastatitzat. Fins i tot per als relativament pocs casos en què el càncer maligne s'ha estès àmpliament, la quimioteràpia moderna ofereix una taxa de curació d'almenys 80%. A Catalunya, té una taxa de supervivència a cinc anys al voltant del 94%.

## Signes i símptomes
Un dels primers signes de càncer testicular és sovint un bony o inflor en els testicles. Els EUA Preventive Services Task Force (USPSTF) desaconsella cribratge de rutina per al càncer de testicle en adolescents i adults asimptomàtics, el que significa que els homes no han de realitzar de rutina l'autoexamen testicular. Aquesta pràctica va ser encoratjada en el passat, però les proves científiques actuals suggereixen que la detecció del càncer testicular no condueix a la disminució de la morbiditat i la mortalitat. No obstant això, la Societat Americana del Càncer suggereix que alguns homes han d'examinar els testicles mensualment, especialment si tenen antecedents familiars d'aquest càncer.
Els símptomes també poden incloure un o més dels següents:
- tumoració en un testicle que pot o no ser dolorosa[8][9]
- dolor agut o sord a la part baixa de l'abdomen o en l'escrot[9]
- sensació sovint descrita com "pesadesa" a l'escrot[9]
- augment de les mames (ginecomàstia) pels efectes hormonals de la β-hCG[8][9]
- dolor lumbar (lumbàlgia) quan el tumor està disseminat als ganglis limfàtics al llarg de l'esquena[8][9]

No és molt comú que el càncer testicular s'estengui a altres òrgans, a més dels pulmons. Llavors poden estar presents els següents símptomes:
- dificultat per respirar (dispnea), tos o expectoració amb sang (hemoptisi) de metàstasi als pulmons[8][9]
- una tumoració al coll a causa de la metàstasi als ganglis limfàtics[8][9]